# Zelotomys
Zelotomys är ett släkte i familjen råttdjur med två arter som förekommer i Afrika.
Arterna är:
- Zelotomys hildegardeae hittas kring Kongoflodens slättland men inte i den täta regnskogen från Centralafrikanska republiken över Sydsudan, Uganda, Tanzania, södra Kongo-Kinshasa och norra Zambia till centrala Angola, den listas av IUCN som livskraftig (LC).
- Zelotomys woosnami lever i södra Angola, Namibia, Botswana och norra Sydafrika, är likaså livskraftig.

## Beskrivning
Individerna når en kroppslängd (huvud och bål) mellan 10 och 14 cm, en svanslängd av 8 till 12 cm och en vikt mellan 40 och 85 gram. Pälsen har på ovansidan en rödbrun till gråbrun färg, undersidan är ljusgrå till vitaktig, ibland med rosa skugga. Svansen är täckt med korta borstlika hår som har en ljus gråbrun till vit färg. Skallen är något bredare än hos närbesläktade råttdjur.
Dessa gnagare vistas oftast i fuktiga gräsmarker och buskskogar. De är aktiva på natten och håller till på marken. Födan utgörs troligen av frön och insekter. Zelotomys woosnami vilar ibland i underjordiska bon som antagligen är skapad av andra djur.
Inom underfamiljen Murinae tillhör släktet en utvecklingsgren som kallas Colomys-gruppen.